# Justicia flaviflora
Justicia flaviflora е вид тревисто растение от семейство Страшникови. Видът е критично застрашен от изчезване.

## Разпространение
Видът е ендемичен за остров Тринидад в Карибската република Тринидад и Тобаго, където се среща само по върховете на планините в Северния район.